# Kletnia (Rosja)
Kletnia (ros. Клетня́) – osiedle typu miejskiego w obwodzie briańskim w Rosji, ośrodek administracyjny rejonu kletniańskiego.
Miejscowość położona jest nad Nadwą, będącą dopływem rzeki Ipuć (system rzeczny Dniepru), 99 kilometrów na zachód od Briańska. Znajduje się tu stacja kolejowa Kletnia, będąca stacją końcową zbudowanej w latach 1878-1881 linii kolejowej Żukowka-Liudynka.

## Historia
Miejscowość powstała w 1880 roku w związku z początkiem eksploatacji lasu. Do 1935 roku nosiła nazwę Liudynka (ros. Лю́динка). Od 1918 roku była siedzibą wołostu w ujeździe briańskim. W 1929 roku stała się ośrodkiem administracyjnym rejonu. W 1935 roku otrzymała status osiedla typu miejskiego. 
Podczas II wojny światowej okalające Kletnię lasy były ośrodkiem ruchu partyzanckiego.
Podczas okupacji hitlerowskiej, w grudniu 1941 roku Niemcy utworzyli getto dla żydowskich mieszkańców. Przebywało w nim około 200 osób. W marcu 1942 roku Niemcy zlikwidowali getto, a Żydów zamordowali w pobliskim lesie. Sprawcami zbrodni było Sonderkommando 7a dowodzone przez SS-Obersturmführer Alberta Rappa oraz 30 miejscowych rosyjskich policjantów. 

## Gospodarka
Prowadzona jest produkcja mebli, funkcjonuje zakład gospodarki leśnej, fabryka serów, zakład przemysłu elektrotechnicznego „Nadwa”, piekarnia.

## Edukacja
W osadzie znajdują się dwie ogólnokształcące szkoły średnie.

## Atrakcje turystyczne
W osadzie funkcjonuje muzeum krajoznawcze oraz Kletniański Park Kultury i Odpoczynku. Cerkiew św. Włodzimierza (zbudowana w 1983 roku w miejscu zniszczonego przez pożar drewnianego budynku z początku XX wieku). Czasownia z 1904 roku, wpisana do rejestru zabytków.